# Дети Арбата (телесериал)
«Дети Арбата» — российский многосерийный художественный телефильм Андрея Эшпая. В основу фильма положена трилогия Анатолия Рыбакова «Дети Арбата», «Тридцать пятый и другие годы», «Прах и пепел».

## Сюжет
Действие картины охватывает период с осени 1933 по лето 1943 годов. Саша Панкратов попадает под каток репрессий ещё до начала Большого террора в СССР.
Повествование вводит зрителей то в кремлёвские кабинеты, то в атмосферу коммунальных квартир, то в институтские аудитории или тюремную камеру; знакомит с жизнью и бытом сибирской деревни, городов советской провинции и завершается трагическими событиями начала Великой Отечественной войны. Герои произведения — как простые юноши и девушки с московского Арбата, так и руководители научных учреждений и крупных строек, люди из высшего эшелона власти — Сталин и его окружение.

## В ролях
| Актёр                   | Роль                                       |
| ----------------------- | ------------------------------------------ |
| Евгений Цыганов         | Саша Панкратов                             |
| Чулпан Хаматова         | Варя Иванова                               |
| Евгения Симонова        | Софья Александровна (мать Саши Панкратова) |
| Максим Суханов          | Иосиф Сталин                               |
| Ирина Леонова           | Лена Будягина                              |
| Даниил Страхов          | Юрий Шарок                                 |
| Владимир Коренев        | отец Юры Шарока                            |
| Татьяна Кравченко       | мать Юры Шарока                            |
| Инга Стрелкова-Оболдина | Нина Иванова                               |
| Михаил Лавровский       | Семён Григорьевич                          |
| Андрей Смоляков         | Николай Ежов                               |
| Владимир Симонов        | Иван Будягин                               |
| Зоя Кайдановская        | Вика Марасевич                             |
| Андрей Кузичев          | Вадим Марасевич (сын профессора)           |
| Ромуальд Вильдан        | Марасевич-старший (профессор медицины)     |
| Роман Мадянов           | Марк Рязанов                               |
| Игорь Гордин            | Игорь Владимирович                         |
| Юрий Колокольников      | Костя                                      |
| Юлия Свежакова          | Зида                                       |
| Ольга Ломоносова        | Люда                                       |
| Василий Бочкарёв        | сосед Панкратовых                          |
| Владимир Панков         | Глеб                                       |
| Михаил Трухин           | Альтман                                    |
| Александр Хван          | Березин                                    |
| Ольга Прокофьева        | директор школы                             |
| Алексей Захаров         | Максим Костин                              |
| Михаил Филиппов         | Алфёров                                    |
| Оксана Мысина           | Звягуро                                    |
| Сергей Юшкевич          | Соловейчик                                 |
| Эммануил Виторган       | Сергей Шпигельглас                         |
| Николай Чиндяйкин       | Лаврентий Берия                            |
| Александр Самойленко    | Серго Орджоникидзе                         |

| Актёр                 | Роль                                       |
| --------------------- | ------------------------------------------ |
| Евгений Киндинов      | Лев Каменев                                |
| Валерий Шевченко      | Григорий Зиновьев                          |
| Сергей Астахов        | Михаил Тухачевский                         |
| Валерий Афанасьев     | Георгий Жуков                              |
| Виктор Запорожский    | Сергей Киров                               |
| Сергей Колтаков       | Арон Сольц                                 |
| Вадим Андреев         | Баулин                                     |
| Александр Андриенко   | Виктор Сергеевич, замнаркома НКВД          |
| Мария Аронова         |                                            |
| Тимур Савин           | Уполномоченный ОГПУ                        |
| Виктория Толстоганова |                                            |
| Вячеслав Тюряев       | Тимофей                                    |
| Софья Ануфриева       |                                            |
| Ольга Битюцкая        | Столпер                                    |
| Юрий Нифонтов         | парикмахер                                 |
| Дмитрий Прокофьев     |                                            |
| Татьяна Аугшкап       | Зинаида Гавриловна, жена Орджоникидзе      |
| Вячеслав Жолобов      | Павел Судоплатов                           |
| Евгения Уралова       |                                            |
| Виктор Бунаков        |                                            |
| Роман Артемьев        | Руночкин                                   |
| Пётр Баранчеев        | Костоломов                                 |
| Сахат Дурсунов        | Володя Квачадзе                            |
| Вячеслав Баранов      | командир роты                              |
| Алексей Ильин         | рядовой                                    |
| Наталья Симакова      | Калерия                                    |
| Кирилл Плетнёв        | Федька-кооператорщик                       |
| Татьяна Орлова        | жена «врага народа», выбросившаяся из окна |
| Владислав Котлярский  | сотрудник автобазы                         |
| Анна Ардова           | Вероника, актриса                          |

## Съёмочная группа
- Режиссёры: Андрей Эшпай
- Сценаристы: Юлия Дамскер, Валентин Черных
- Оператор: Шандор Беркеши
- Композитор: Андрей Леденёв
- Художник: Виктор Петров
- Продюсеры: Андрей Каморин, Александр Потёмкин
- Производство: Новый Русский Сериал

## Награды
- 2004 — V Международный телекинофорум «Вместе» — Гран-при в секции «Телевизионные игровые фильмы»